# Terror Incorporated
 (janvier 2013).
Si vous disposez d'ouvrages ou d'articles de référence ou si vous connaissez des sites web de qualité traitant du thème abordé ici, merci de compléter l'article en donnant les références utiles à sa vérifiabilité et en les liant à la section « Notes et références ».
Le personnage est né dans les années 1980, à une époque où Marvel cherchait à diversifier sa gamme de héros, jusque-là dominée par les mutants. Durant cette période, Marvel développait un univers distinct de la Terre-616 (l'univers principal de Marvel). Dans la saga Shadowline, le personnage fait son apparition sous le nom de Shreck, un garde du corps travaillant pour la pègre.
Le titre Terror, Inc. fait référence à la série dont ce personnage fut le héros. Lancée en 1992, elle s'est étendue sur 13 numéros avant d'être annulée en raison de ventes insuffisantes. Cette série faisait partie des projets de Marvel visant à intégrer des personnages souvent liés à l'occulte et au paranormal, alors très populaires. Parmi ces figures, on peut également citer Morbius, Daimon Hellstrom ou le Loup-Garou.
Terror, Inc. a fait son retour en 2007 dans une mini-série publiée sous la collection MAX, écrite par David Lapham, illustrée par Patrick Zircher et mise en couleurs par June Chung.

## Origine
Shreck/Terror est né au Ve siècle apr. J.-C. C'était un Vandale, faisant partie des hordes barbares ayant pillé Rome.
Quand son village fut attaqué par un monstre, il tua la créature mais fut en retour maudit : son corps pourrissait mais il ne pouvait mourir. Il découvrit qu'il pouvait absorber les membres de créatures mortes. Il fut chassé par les siens. Sous le nom de Schreck (venant du vieux terme allemand pour effroi), il erra à travers l'Europe, perdant petit à petit son apparence humaine.
Il rencontra un puissant chevalier, Draghignazzo, et devint son écuyer jusqu'à sa 'mort'. En fait, le chevalier n'était pas mort mais il fut enterré par Shreck pour le faire passer comme tel. Sous terre, son corps se réparait lentement. Il resta au côté de la compagne du chevalier et une relation amoureuse s'établit entre eux. Quand elle fut tuée, Shreck absorba ses membres et enferma son bras gauche dans une armure métallique hermétique, la seule partie de son corps qui ne se putréfia jamais.
On ignore ce qu'il fit jusqu'au milieu des années 80. Il réapparut dans le rôle d'un garde-du-corps pour la famille Ravenscore, des mafieux.
On le revit plus tard (cette fois-ci réellement dans la réalité 616), en tant que mercenaire et assassin. Il fut lié on ne sait comment avec Wolverine.
Il partit travailler à Las Vegas et s'allia un temps avec Daredevil. Il gagna de nombreuses informations sur les super-héros et les moyens de se protéger contre eux, en absorbant l'œil de Werner Von Strucker qui venait de se faire tuer.

## Pouvoirs
- Terror possède le pouvoir de remplacer les parties de son corps arrachées ou trop décomposées pour fonctionner, en absorbant celles d'autrui. Il secrète une colle naturelle qui lui permet de connecter et maintenir les organes à son propre corps.
- Même réduit à une tête, un torse ou un bras, Terror reste conscient et mobile. On ne sait pas quelle partie de son corps contient sa conscience. En tout cas, il a déjà été vu en train de 'changer de tête'.
- En absorbant un nouveau morceau, Terror gagne les dernières informations reçues, souvenirs, connaissances, et émotions fortes de sa victime. Les oreilles d'un voleur l'aideront à mieux entendre, les jambes d'un karatéka ferait de lui un dangereux adversaires au corps-à-corps.
- Terror peut greffer des parties animales, et même alien à son corps. On l'a déjà vu utiliser une queue préhensile ou une paire d'ailes.
- Le corps de Terror est toujours en état de putréfaction, et il doit remplacer régulièrement ses organes. Cela lui donne une odeur très forte. S'il ne peut ajouter de nouveaux morceaux à son corps, on suppose qu'il pourrait mourir (quand tous les muscles et parties organiques sont détruits). Le corps de Terror prend une couleur verte et des épines, marque de sa malédiction, poussent sur ses joues. Arrachées, elles repousseront.
- Étant mort, Terror peut survivre à de très nombreuses attaques : empalement, écrasement, noyade…

## Équipes artistiques
David Lapham, Patrick Zircher, June Chung, Robert Kirkman, Scott McDaniel, Chris Ivy